# Proves
Proves (en allemand, Proveis) est une commune italienne d'environ 250 habitants située dans la province autonome de Bolzano dans la région du Trentin-Haut-Adige dans le nord-est de l'Italie.

## Administration
| Période                                  | Période  | Identité            | Étiquette              | Qualité |
| ---------------------------------------- | -------- | ------------------- | ---------------------- | ------- |
| 9 mai 2005                               | En cours | Sebastian Mairhofer | Südtiroler Volkspartei |         |
| Les données manquantes sont à compléter. |          |                     |                        |         |

### Communes limitrophes
Les communes limitrophes sont  Lauregno, Novella, Rumo et Ultimo.